# Toxorhina tenebrica
Toxorhina tenebrica är en tvåvingeart som beskrevs av Alexander 1961. Toxorhina tenebrica ingår i släktet Toxorhina och familjen småharkrankar. Inga underarter finns listade i Catalogue of Life.